# Cupa României 1941-1942
Ediția 1941-1942 a fost a noua ediție a Cupei României la fotbal. Trofeul a fost câștigat pentru a șaptea oară în istorie și pentru a șasea oară la rând(record neegalat nici până azi) de Rapid București care în finală a învins pe Universitatea Cluj, echipă care din cauza războiului își mutase sediul la Sibiu. 

## Format
Din cauza celui de-al Doilea Război Mondial, campionatul intern fusese întrerupt și în locul lui se desfășura Campionatul Basarabiei. În schimb, Cupa României a avut loc, însă cu mai puține echipe decât de obicei. O hotărâre a FRFA stabilea ca în cazul egalității după prelungiri, disputa să nu se mai rejoace, iar calificată să fie decisă echipa oaspete.  

## Șaisprezecimi
| Data     | Echipa gazdă                | Scor         | Echipa oaspete             |
| -------- | --------------------------- | ------------ | -------------------------- |
| 14.05.42 | Carmen București            | 3 - 1        | Dacia Unirea Brăila        |
| 14.05.42 | Turnu Severin               | 7 - 0        | Oltul Turnu Măgurele       |
| 14.05.42 | Chinezul                    | 2 - 1        | CFR Timișoara              |
| 14.05.42 | Minerul Lupeni              | 5 - 1        | Metalurgistul Cugir        |
| 14.05.42 | Electrica Timișoara         | 4 - 3        | Crișana CFR Arad           |
| 21.05.42 | Dunărea Galați              | 2 - 0        | FC Ploiești                |
| 21.05.42 | FC Brașov                   | 1 - 4        | Universitatea Cluj         |
| 24.05.42 | Monitorul Oficial București | 2 - 1 (d.p.) | Vulturul de Mare București |

- Calificate direct:  Unirea Tricolor,  Venus București,  Sportul Studențesc,  Juventus București,  Rapid București,  Gloria Arad,  Aurul Brad,  Ripensia.

## Optimi
| Data     | Echipa gazdă       | Scor  | Echipa oaspete              |
| -------- | ------------------ | ----- | --------------------------- |
| 24.05.42 | Dunărea Galați     | 0 - 1 | Unirea Tricolor             |
| 24.05.42 | Universitatea Cluj | 2 - 1 | Juventus București          |
| 24.05.42 | Turnu Severin      | 0 - 1 | Rapid București             |
| 25.05.42 | Venus București    | 3 - 1 | Sportul Studențesc          |
| 31.05.42 | Carmen București   | 6 - 0 | Monitorul Oficial București |
| 31.05.42 | Chinezul           | 7 - 1 | Gloria Arad                 |
| 31.05.42 | Aurul Brad         | 3 - 1 | Minerul Lupeni              |
| 31.05.42 | Ripensia           | 4 - 0 | Electrica Timișoara         |

## Sferturi
| Data     | Echipa gazdă    | Scor         | Echipa oaspete     |
| -------- | --------------- | ------------ | ------------------ |
| 28.06.42 | Chinezul        | 2 - 5        | Universitatea Cluj |
| 28.06.42 | Venus București | 4 - 2 (d.p.) | Carmen București   |
| 28.06.42 | Aurul Brad      | 2 - 1        | Ripensia           |
| 17.07.42 | Rapid București | 1 - 0        | Unirea Tricolor    |

## Semifinale
| Data     | Echipa gazdă       | Scor  | Echipa oaspete  |
| -------- | ------------------ | ----- | --------------- |
| 19.07.42 | Universitatea Cluj | 4 - 1 | Aurul Brad      |
| 19.07.42 | Rapid București    | 7 - 2 | Venus București |

## Finala
| 10 august 1942 17:00 | Rapid București                                                                     | 7 – 1 | Universitatea Cluj | Stadionul Venus, București Spectatori: 10.000 Arbitru: Mihail Petrescu (București) |
| 10 august 1942 17:00 | Florian 16' Bogdan 47' Tănăsescu 51' Moldoveanu 52' Filotti 73', 78' Gavrilescu 85' |       | Dascălu 61'        | Stadionul Venus, București Spectatori: 10.000 Arbitru: Mihail Petrescu (București) |

| RAPID: |                    |
|        |                    |
| P      | Robert Sadowski    |
| F      | Remus Ghiurițan    |
| F      | Ion Wetzer         |
| M      | Ioan Costea        |
| M      | Gheorghe Rășinaru  |
| M      | Ioachim Moldoveanu |
| A      | Ioan Bogdan        |
| A      | Ștefan Filotti     |
| A      | Radu Florian       |
| A      | Dan Gavrilescu     |
| A      | Florea Tănăsescu   |

| UNIVERSITATEA CLUJ-SIBIU: |                    |
|                           |                    |
| P                         | Aurel Boroș        |
| F                         | Nicolae Bretoteanu |
| F                         | Mircea Medrea      |
| M                         | Octavian Chirilă   |
| M                         | Ovidiu Muscă       |
| M                         | Dumitru Jifcovici  |
| A                         | Petru Moldoveanu   |
| A                         | Coriolan Coman     |
| A                         | Toni Dascălu       |
| A                         | Olimpiu Medrea     |
| A                         | Țăranu             |